# Cursă infernală (film din 1994)
Cursă infernală (în engleză Speed) este film de acțiune american din 1994, regizat de Jan de Bont, în rolurile principale fiind Keanu Reeves, Dennis Hopper, Sandra Bullock, Joe Morton și Jeff Daniels. Filmul a fost lansat pe 10 iunie 1994 de către 20th Century Fox și a fost un succes critic și comercial, câștigând și două premii Oscar.

## Distribuție
- Keanu Reeves – Jack Traven
- Dennis Hopper – Howard Payne
- Sandra Bullock – Annie Porter
- Joe Morton – Locotenent "Mac" McMahon
- Jeff Daniels – Harry Temple
- Alan Ruck – Stephens
- Glenn Plummer – proprietar de Jaguar
- Richard Lineback – Norwood
- Beth Grant – Helen
- Hawthorne James – Sam
- Carlos Carrasco – Ortiz
- David Kriegel – Terry
- Natsuko Ohama – Mrs. Kamino
- Daniel Villarreal – Ray

## Coloana sonoră
| Speed: Songs From And Inspired By The Motion Picture |                           |                    |         |  |
| Nr.                                                  | Titlu                     | Artist             | Lungime |  |
| 1.                                                   | „Speed”                   | Billy Idol         |         |  |
| 2.                                                   | „A Million Miles Away”    | The Plimsouls      |         |  |
| 3.                                                   | „Soul Deep”               | Gin Blossoms       |         |  |
| 4.                                                   | „Let's Go for a Ride”     | Cracker            |         |  |
| 5.                                                   | „Go Outside and Drive”    | Blues Traveler     |         |  |
| 6.                                                   | „Crash”                   | Ric Ocasek         |         |  |
| 7.                                                   | „Rescue Me”               | Pat Benatar        |         |  |
| 8.                                                   | „Hard Road”               | Rod Stewart        |         |  |
| 9.                                                   | „Cot”                     | Carnival Strippers |         |  |
| 10.                                                  | „Cars ('93 Sprint Remix)” | Gary Numan         |         |  |
| 11.                                                  | „Like a Motorway”         | Saint Etienne      |         |  |
| 12.                                                  | „Mr. Speed”               | Kiss               |         |  |

## Sequel
În 1997 a fost lansat un sequel al filmului, Speed 2: Cruise Control. Sandra Bullock a acceptat să revină din nou în rolul lui Annie, dar Keanu Reeves a refuzat să îl mai joace pe Jack. Ca rezultat, Jason Patric a fost scris în poveste ca Alex Shaw, noul prieten al lui Annie, ea și Jack rupându-și relația din cauza stilul său de viață periculos. Willem Dafoe l-a jucat pe antagonistul John Geiger, iar Glenn Plummer în rolul conducătorului de barcă. Filmul este considerat unul din cele mai rele sequeluri din toate timpurile, punctând doar la 3% (din 64 de recenzii) pe Rotten Tomatoes.